# Vicente Pascual Rodrigo
Vicente Pascual fue un pintor español nacido en Zaragoza (España) en 1955 y fallecido en Utebo (Zaragoza) en 2008. Formó, en 1972, La Hermandad Pictórica con Ángel Pascual Rodrigo, y bajo cuya denominación fue presentado su trabajo hasta 1989.
En 1975, tras una larga estancia en oriente, entró en contacto con los escritos de Frithjof Schuon, Seyyed Hossein Nasr y Ananda Coomaraswamy cuya perspectiva filosófica influyó de manera definitiva en su concepto de la práctica creativa. Su trabajo quedó así fuera de las corrientes más aceptadas al asumir planteamientos platónicos muy olvidados, o simplemente relegados, dentro de las pautas dominantes del pensamiento moderno.
En 1992, tras más de una década trabajando en Campanet, Mallorca, Vicente Pascual trasladó su estudio a los EE. UU -en Bloomington, Indiana, al comienzo y Washington D. C. después- donde su obra sufrió una severa transformación, abandonando la forma de paisaje reconocible que revestía sus pinturas para concentrarse en los ritmos geométricos constantes en la naturaleza, dando paso, a partir de 2000, a un trabajo en el que las formas quedaron reducidas a los mínimos fundamentales y el color a su expresión más austera.
Ahora bien, este proceso fue sólo un cambio extrínseco, pues hacía mucho tiempo, décadas de hecho, que sus pinturas no trataban de ser reflejo de una percepción objetiva o subjetiva de las formas sensibles sino de las ideas que proporcionan coherencia a aquellas mismas formas.
A mediados de 2003 retornó a España.
La obra de Pascual ha sido objeto de numerosas exposiciones individuales y está presente en museos y colecciones internacionales, tales como el Museu d'Art Modern i Contemporani de Palma, Indiana University Art Museum en Bloomington, Indiana; Inter-American Development Bank Art Collection en Washington D. C., CDAN Centro de Arte y Naturaleza, la Real Calcografía Nacional en Madrid o The Hispanic Society of America Museum en New York.
La singularidad de su trayectoria ha dado lugar a una extensísima bibliografía.

## Obra literaria
En 2006 el Gobierno de Aragón, en colaboración con Olifante Ediciones de Poesía, publicó "Las 100 Vistas del Monte Interior / En Recuerdo de los Antiguos Locos" un trabajo que reúne cien pinturas y otros tantos poemas escritos por Vicente Pascual en homenaje a Katsushika Hokusai y a sus "Cien vistas del Monte Fuji".
En 2007, escribe "Los Doce Primeros Meses del Año", libro inédito que reúne doce poemas y doce pinturas originales.
En 2008, Olifante Ediciones de Poesía publica " A la Vida, a la Muerte y a mi Bienamada / Cancioncillas y cancionejas" un libro que reúne una treintena de poemas de Vicente Pascual.